# Miro Varvodić
Miro Varvodić (* 15. Mai 1989 in Zagreb) ist ein kroatischer Fußballtorhüter.

## Karriere

### Anfänge in Kroatien
Miro Varvodić, Sohn des in den 1980er- und 1990er-Jahren aktiven Profitorhüters Zoran Varvodić, spielte bis 2006 in der Jugend von Hajduk Split. Sein Profidebüt in der ersten kroatischen Liga gab er im selben Jahr. Zu Beginn der Saison 2007/08 wurde er an NK Mosor Žrnovnica ausgeliehen. Beim Zweitligisten stand er ein halbes Jahr lang im Tor und absolvierte 16 Pflichtspiele. In der Rückrunde der Saison 2007/08, wieder bei Hajduk Split, spielte er in elf Partien.

### 1. FC Köln
Im Sommer 2008 wurde Varvodić in die deutsche Bundesliga an den Aufsteiger 1. FC Köln verliehen. Als dritter Torwart hinter Faryd Mondragón und Thomas Kessler blieb er zunächst zwei Spielzeiten ohne Einsatz in der Bundesliga. Zur Saison 2010/11 wechselte er fest zum 1. FC Köln und gab am 15. Oktober 2010 sein Debüt in der Bundesliga im Spiel gegen Borussia Dortmund (1:2). In dieser Saison kam er zu einem Einsatz im DFB-Pokal und zu fünf Einsätzen in der Liga und belegte mit dem 1. FC Köln den zehnten Tabellenplatz. In der folgenden Saison spielte er einmal im DFB-Pokal und zweimal in der Liga. Der 1. FC Köln stieg zum Ende der Saison aus der Bundesliga ab.

### Von Aserbaidschan über Fürth nach Österreich
Am 24. Juni 2012 unterschrieb Varvodić bei Qarabağ Ağdam aus Aserbaidschan einen Zweijahresvertrag. Am 5. August 2012 kam er beim 1:1 im Auswärtsspiel am ersten Spieltag gegen Inter Baku zu seinem ersten Einsatz für den Verein. Nach neun Einsätzen wurde er mit dem Verein zum Ende der regulären Saison Tabellendritter und qualifizierte sich für die Meisterrunde, in der der Verein aus der Region Bergkarabach den dritten Platz belegte. Varvodić kam hierbei zu fünf Einsätzen. In der folgenden Saison spielte er mit dem Verein in der Qualifikation zur UEFA Europa League, aus der Qarabağ Ağdam in den Play-offs gegen Eintracht Frankfurt ausschied. Varvodić kam zu acht Einsätzen in der Qualifikation zur Europa League und zu zwei Einsätzen im Punktspielbetrieb, in dem man Meister wurde.
Am 30. September 2014 wurde er von der SpVgg Greuther Fürth verpflichtet und unterschrieb einen Einjahresvertrag. Am 4. Oktober 2014 absolvierte Varvodić sein erstes von drei Spielen für die Reservemannschaft der SpVgg Greuther Fürth beim 1:1 am 14. Spieltag der Regionalliga Bayern im Spiel gegen den SV Schalding-Heining.
Im Januar 2017 wechselte er zum österreichischen Zweitligisten SV Horn, bei dem er einen bis Juni 2018 laufenden Vertrag erhielt. Am 24. Februar 2017 spielte Varvodić beim 1:2 am 24. Spieltag gegen den Kapfenberger SV zum ersten Mal für die Niederösterreicher und absolvierte bis Saisonende insgesamt fünf Einsätze in der Ersten Liga. Nach dem Abstieg aus der zweiten Liga verließ er den SV Horn im Sommer 2017.

### Rückkehr in die Regionalliga und Aufstieg in die 3. Liga
Im Oktober 2017 schloss er sich dem deutschen Regionalligisten Stuttgarter Kickers an. Er absolvierte neun Partien in der Regionalliga und stieg mit den Kickers am Ende der Saison in die Oberliga Baden-Württemberg ab. Daraufhin verließ Varvodić den Verein. In der Winterpause der Saison 2018/2019 verpflichtete der Regionalligist SV Waldhof Mannheim den zwischenzeitlich vereinslosen Varvodić, vorerst bis zum Ende der laufenden Saison. Im Mai 2019 verlängerte SV Waldhof Mannheim den Vertrag für ein Jahr bis zum 30. Juni 2020. Damit kehrte Varvodić nach dem erfolgreichen Aufstieg der Mannheimer in die 3. Fußballliga für die Saison 2019/2020 in den deutschen Profifußball zurück. Nach der Saison 2019/20 verließ Varvodić den SV Waldhof Mannheim mit zunächst unbekanntem Ziel.